# Вулиця Театральна (Вінниця)

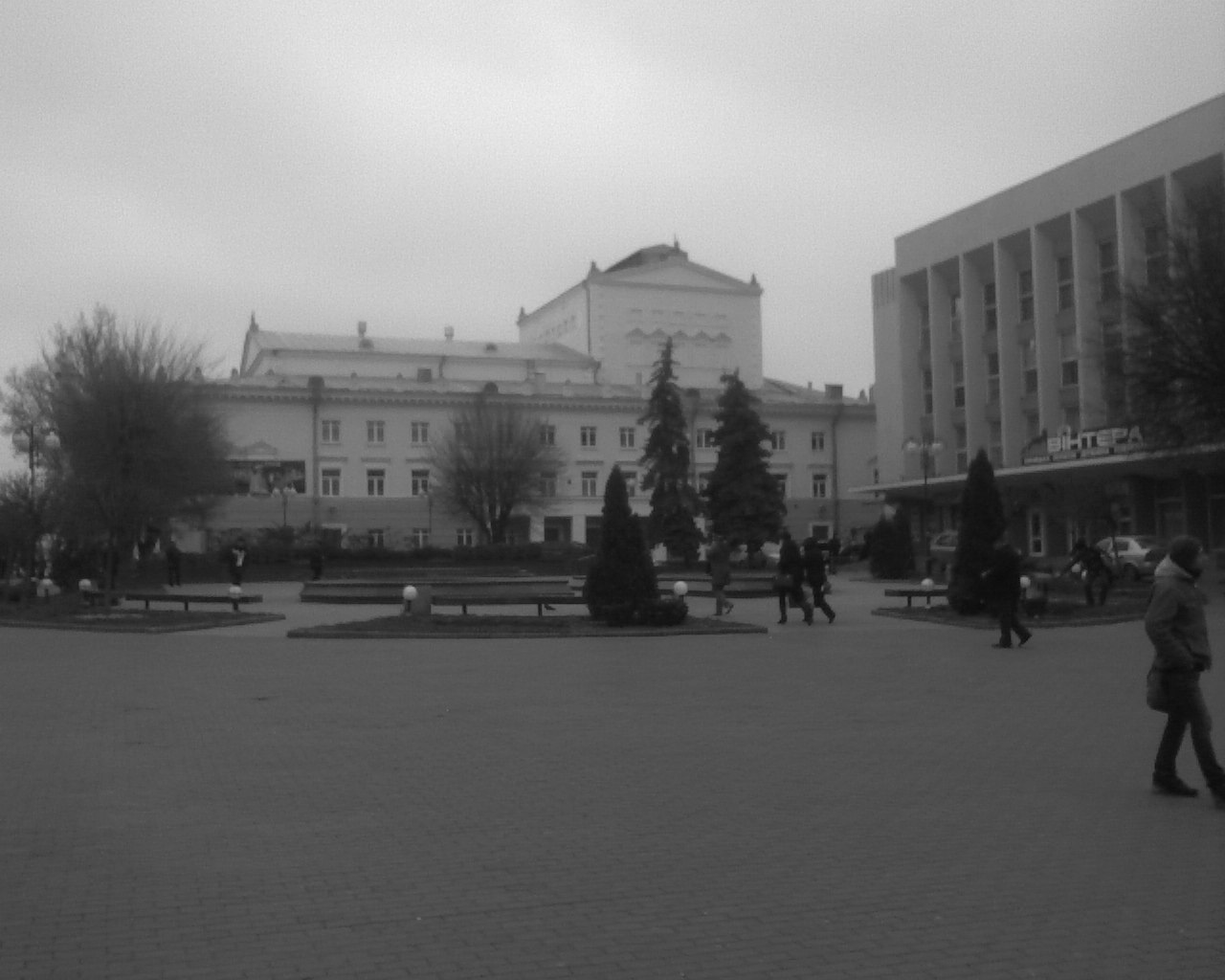
Площа Театральна

Вулиця Театральна — вулиця, на якій розташований музично-драматичний театр імені Садовського у місті Вінниця.

## Історія
До 1910 р. вулиця була розділена надвоє: одна частина називалася Садовою, інша Пятничанською. Їх об'єднали в одну під назвою Катеринінська. Прихід радянської влади відзначили перейменуванням на честь засновника ВЧК Дзержинського, і такою вона була до 1992-го (крім періоду з 1941 по 1944-й, коли німецькі окупанти поміняли назви майже всіх вулиць міста, — цій дали ім'я Івана Мазепи).

## Галерея

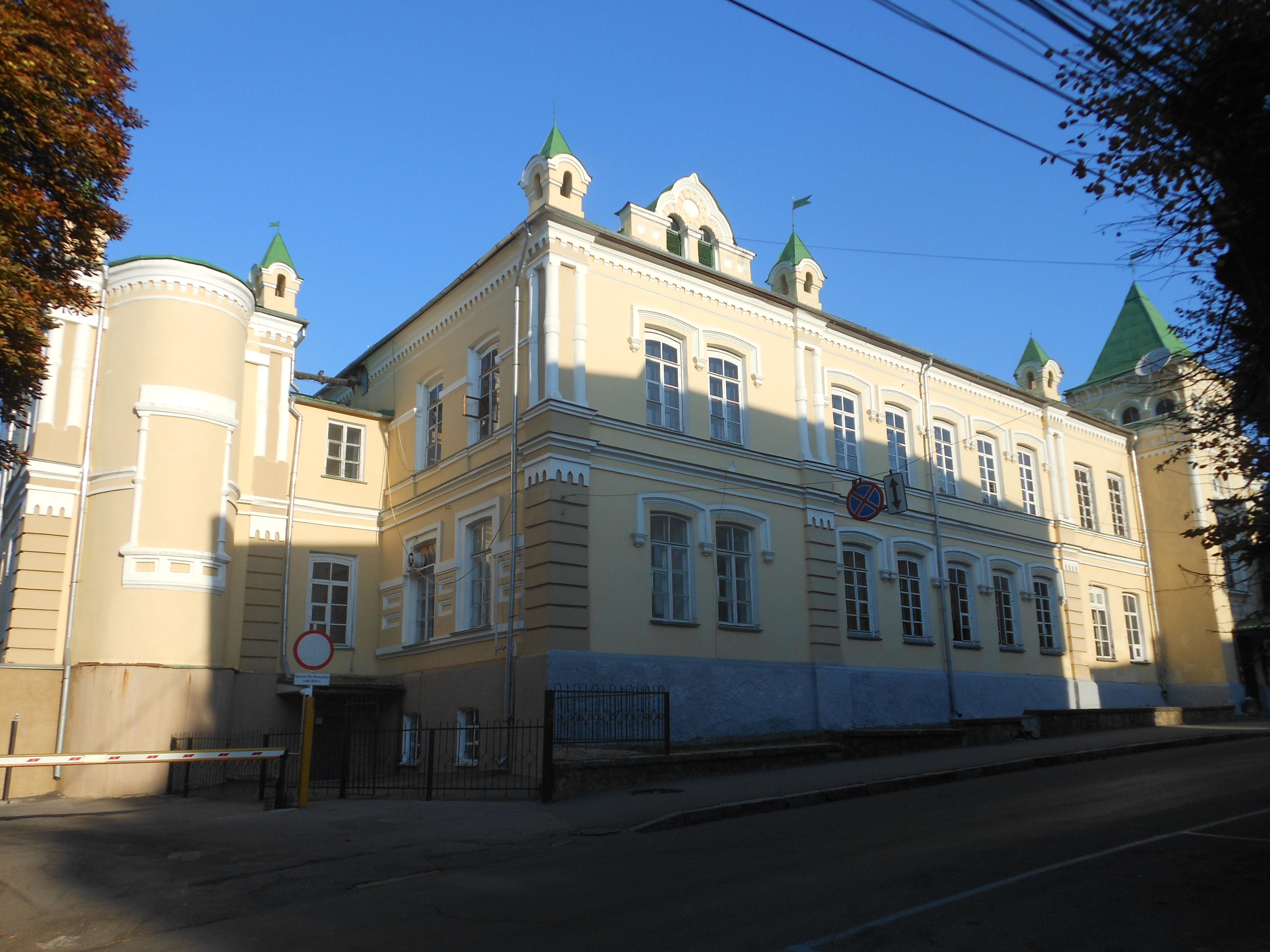
Театральна 18
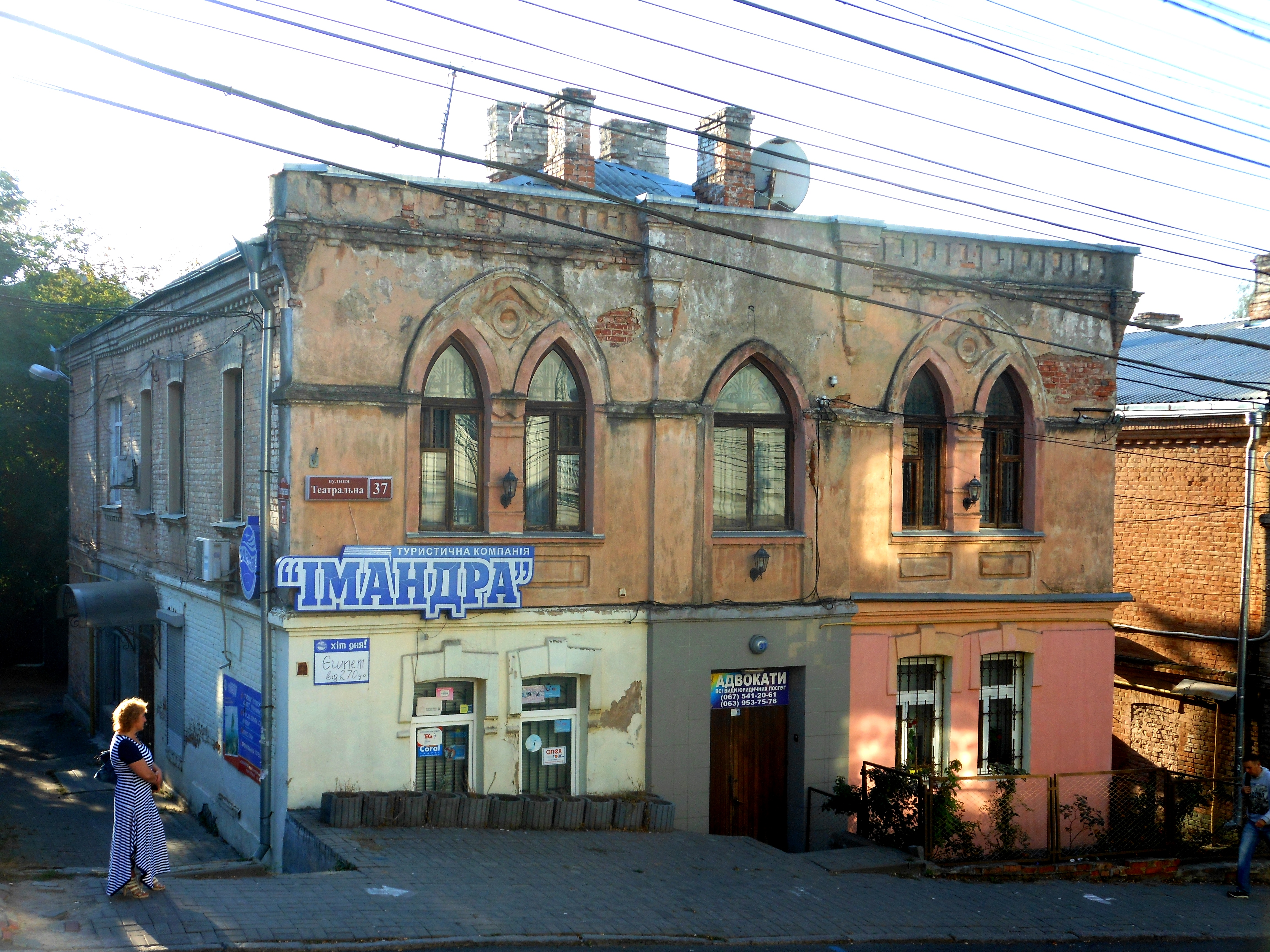
Театральна 37
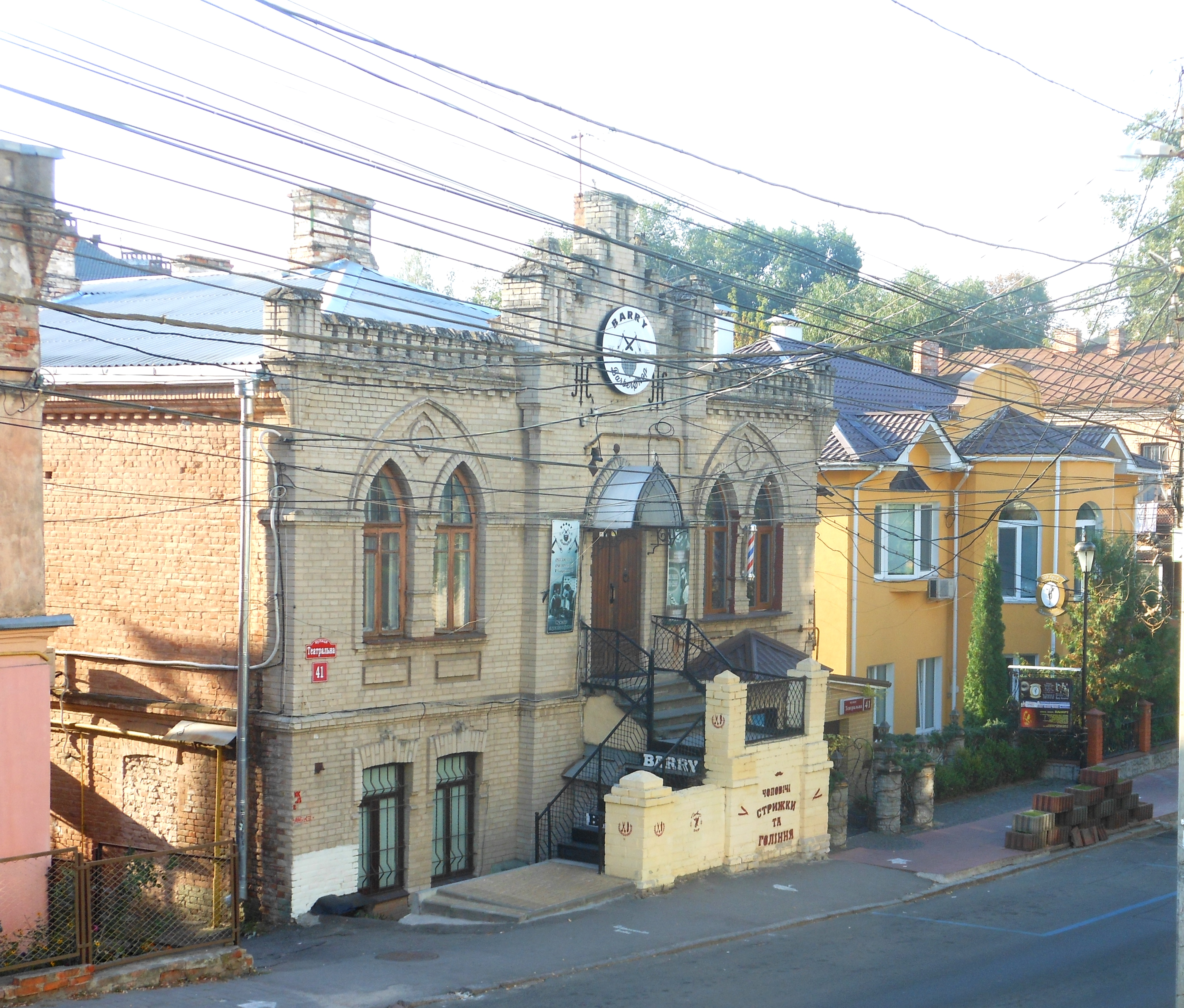
Театральна 41